# يازيورن
يازيورن (بالإنجليزية: Jazzihorn)‏ هو أحد جبال سلسلة جبال الألب بينيني وجزء من القمة الأم ستيليورن يقع في كانتون فاليز، سويسرا. يبلغ ارتفاع الجبل حوالي 3227 متر، بينما يبلغ ارتفاع نتوء الجبل 37 متر.